# المرض والإصابات في رحلات الفضاء
الأمراض والإصابات أثناء البعثات الفضائية هي مجموعة من الحالات الطبية والإصابات التي قد تحدث أثناء الرحلات الفضائية. تحدث بعض هذه الحالات الطبية بسبب التغيرات التي قومت من قبل جسم الإنسان أثناء رحلة الفضاء نفسها، في حين أن البعض الآخر هي إصابات يمكن أن تحدث على سطح الأرض. يمكن العثور على قائمة غير حصرية بهذه الشروط واحتمال حدوثها في المصادر التالية:
- سجلات المشاكل الطبية التي وجهت من قبل رواد الفضاء خلال الرحلات الفضائية
- معلومات عن الحالات الطبية التي حدثت أثناء الرحلات الاستكشافية على الأرض في البيئات القاسية (بعثات الغوص، الألب، القطب الشمالي والقطب الجنوبي، البعثات إلى المواقع الأرضية النائية الأخرى، وما إلى ذلك) أو عمليات ناسا في البيئات المتطرفة
- دراسات طبية بشأن احتمالات الإصابة بالأمراض والإصابات بسبب العمر
- فحص رواد الفضاء قبل وبعد الطيران

| حدث أو نظام طبي حسب الفئة * التصنيف الدولي للأمراض       | رقم | النسبة من المجموع |
| -------------------------------------------------------- | --- | ----------------- |
| متلازمة التكيف مع الفضاء                                 | 788 | 42.2              |
| الجهاز العصبي والأعضاء الحسية                            | 318 | 17.0              |
| الجهاز الهضمي                                            | 163 | 8.7               |
| الجلد والأنسجة تحت الجلد                                 | 151 | 8.1               |
| الإصابات أو الصدمات                                      | 141 | 7.6               |
| الجهاز العضلي الهيكلي والنسيج الضام                      | 132 | 7.1               |
| الجهاز التنفسي                                           | 83  | 4.4               |
| العلامات والأعراض السلوكية                               | 34  | 1.8               |
| الأمراض معدية                                            | 26  | 1.4               |
| نظام الجهاز البولى التناسلى                              | 23  | 1.2               |
| نظام الدورة الدموية                                      | 6   | 0.3               |
| اضطرابات الغدد الصماء والتغذية والتمثيل الغذائي والمناعة | 2   | 0.1               |
| * التصنيف الدولي للأمراض، الطبعة التاسعة.                |     |                   |

يمكن العثور على نتائج معدلات المرض على متن الطائرة في منشورات مثل مجلة طب الطوارئ، سجلات طب الطوارئ ، ومجلة الطيران والفضاء والطب البيئي .    يمكن أيضًا الحصول على معلومات حول هذه المعدلات من دراسة طولية لقاعدة بيانات صحة رواد الفضاء التابعة لوكالة ناسا في مركز ليندون ب. جونسون للفضاء. تسرد هذه الدراسة بعض الحالات التي يمكن أن تحدث واحتمالات حدوثها. 

## الحالات الطبية غير الطارئة
معظم الحالات الطبية التي تحدث في الفضاء ليست حالات طوارئ طبية ويمكن علاجها على متن الطائرة. حوالي 75٪ من جميع رواد الفضاء تناولوا أدوية أثناء مهام مكوكية لحالات مثل دوار الحركة والصداع والأرق وآلام الظهر. تشمل الحالات الشائعة الأخرى مثل الصدمات الطفيفة والحروق والإصابات الجلدية والعضلية الهيكلية وأمراض الجهاز التنفسي ومشاكل الجهاز البولي التناسلي.

## الحالات الطبية الطارئة
تشمل الأبحاث حول حالات الطوارئ الطبية التي قد تحدث في الفضاءعلى عدم انتظام ضربات القلب المميت وغير المميت، والنوبات القلبية، والسكتات القلبية، والانسداد، والنزيف الهائل، وتشكيلات الحصى الكلوية، والالتهابات المميتة وغير المميتة، ومضاعفات الخثار. من هذه الحالات، حدث فقط اضطراب نظم القلب والمغص الكلوي والالتهابات في تاريخ رحلات الفضاء. تضمنت حالات عدم انتظام ضربات القلب على انقباضات الأذين العرضية المبكرة (PACs) والتقلصات البطينية المبكرة (PVCs)، والتي حدثت لـ 30 ٪ من رواد الفضاء في مرحلة ما خلال فترات النشاط البدني المكثف. كما تم الإبلاغ عن حالات عدم انتظام ضربات القلب الخطيرة ( تسرع القلب البطيني ). على سبيل المثال، عانى أحد أفراد الطاقم من تضخم البطين خلال رحلة أبولو 15. تم الإبلاغ عن تنظير البطين على Skylab ؛ وعلى مير، عانى أحد أفراد الطاقم من 14 ضربات من تسرع القلب البطيني. 
لم يتم تسجيل حالة مرض الشريان التاجي (CAD) خلال أي رحلة بشرية إلى الفضاء اعتبارًا من مايو 2014. ومع ذلك، اضطرت وكالة ناسا إلى الاعتماد على مكوكات Soyuz الأصغر لإرسال أطقم إلى الفضاء، بسبب نقص التمويل العام للمكوكات الفضائية الأكبر حجمًا بعد كارثة المكوك كولومبيا في عام 2003، اضطرت وكالة ناسا إلى الاعتماد على مكوكات Soyuz الأصغر لإرسال أطقم إلى الفضاء، مما زاد من وقت الانتظار للرحلات الفضائية المأهولة وزيادة متوسط العمر من أطقم الفضاء منذ منتصف التسعينات. بما أن خطر الإصابة بأمراض القلب والأوعية الدموية يزداد مع تقدم العمر، فقد أصبح البحث عن هذه الأمراض أكثر أهمية لوكالات الفضاء - وبالأخص للبعثات الفضائية طويلة المدى. حالات الطوارئ الطبية الأخرى التي لوحظت في الفضاء تشمل حالات المسالك البولية   وحالات طوارئ الأسنان،   بالإضافة إلى المشاكل السلوكية والنفسية.
| الحالة                         | عدد الحالات |
| ------------------------------ | ----------- |
| إصابة سطحية                    | 43          |
| عدم انتظام ضربات القلب         | 32          |
| الجهاز العضلي الهيكلي          | 29          |
| صداع الراس                     | 17          |
| الأرق                          | 13          |
| إعياء                          | 17          |
| التهاب الجلد التماسي           | 5           |
| حرق سطحي                       | 5           |
| التهاب الملتحمة                | 4           |
| التهابات الجهاز التنفسي الحادة | 3           |
| ضعف                            | 3           |
| جسم غريب عيني                  | 3           |
| رضوض عامة                      | 2           |
| طب الأسنان                     | 2           |
| إمساك                          | 1           |

| الحالة                | عدد الحالات |
| --------------------- | ----------- |
| الجهاز العضلي الهيكلي | 7           |
| بشرة                  | 6           |
| احتقان الأنف وتهيجه   | 4           |
| كدمة                  | 2           |
| عيون                  | 2           |
| الجهاز الهضمي         | 2           |
| الطب النفسي           | 2           |
| بواسير                | 1           |
| الصداع                | 1           |
| اضطرابات النوم        | 1           |

في حالات قليلة، تم إعادة رواد الفضاء إلى الأرض بسبب نوبات المغص الكلوي وعدم انتظام ضربات القلب، مما أدى إلى تقصير فترات إقامتهم في الفضاء وربما إنهاء مهامهم. 
عانى الأشخاص الذين تعرضوا لبيئات قاسية من حالات طبية يمكن اعتبارها نظائر بيئة الفضاء. يتم تقديم عينة من هذه المعلومات في الجداول 8-4 خلال 8-6.  معدل هذه الحالات منخفض نسبيًا حوالي (10-50 حالة لكل 100.000 شخص في اليوم ) ومعظمها كانت غير طارئة (الصدمة، العدوى، الاضطرابات النفسية)، لكنها تطلبت إخلاء سيكون من المستحيل توفيره في الفضاء. طواقم تعيش وتعمل في بيئات قاسية (البعثات القطبية الجنوبية، والغواصات، وموائل بحرية ) لديها حالات طوارئ طبية مثل النزيف الداخلي للدماغ، والسكتة الدماغية، واحتشاء عضلة القلب، والتهاب الزائدة الدودية، وكسور العظام وكذلك حالات السرطان والأمراض النفسية. ومع ذلك، كان المعدل العام لحالات الطوارئ الطبية أو الجراحية الخطيرة منخفضًا.
كانت حالات الطوارئ الأكثر أنتشارا في طب الأسنان. بالنسبة لمائة غواصة بولاريس بريطانية، احتاج أفراد الطاقم إلى 30 حشوة و 7 حالات قلع أسنان في المجموع.  كان سبب الانتقال في البحرهي مشاكل الاسنان في برنامج الغواصات بولاريس الأمريكي.  كما أن عمليات القلع والحشو مطلوبة للبعثات في أنتاركتيكا. 
تم العثور على المعدل المحسوب للمرض أو الإصابة الكبيرة على الغواصات، والبعثات القطبية الجنوبية، والطيران العسكري ورحلات الفضاء إلى ما يقرب من 0.06 حالة لكل شخص في السنة.  إذا استخدمنا هذه البيانات لتقييم معدل حدوث حالة طوارئ طبية لمهمة المريخ لمدة 2.5 عامًا، بافتراض ستة من أفراد الطاقم، نحصل على معدل 0.9 حالة لكل شخص / مهمة. وبعبارة أخرى، يمكن توقع حدث طبي مهم واحد لكل مهمة مريخ. من المحتمل أن تكون هذه التقديرات منخفضة، لأنها لا تتعامل مع المشاكل الفريدة المرتبطة بالبيئة الفضائية: التأثيرات الإشعاعية والتعرض والتكيف الفسيولوجي مع الجاذبية المنخفضة. 
أما بالنسبة لحالات طوارئ القلب والأوعية الدموية، فقد كان العدد السنوي للحالات التي تم الإبلاغ عنها حسب الفئة العمرية لطياري القوات الجوية الأمريكية على مدى 5 سنوات على النحو التالي: 0.0054٪ (30-34 سنة)، 0.018٪ (35-39 سنة)، 0.038٪ (40-44 سنة)، 0.14٪ (45-49 سنة) و 0.13٪ (50-54 سنة).  في المجموع، كانت 21 ٪ من حالات الوفاة المفاجئة وتم تشخيص وعلاج 61 ٪ على أنها احتشاء عضلة القلب. على الرغم من الفحص البدني الذي يخضع له طيارو القوات الجوية الأمريكية، فإن الحالة الأولى لأمراض القلب والأوعية الدموية في هذه المجموعة تتطلب تدخلًا طبيًا خطيرًا.  يمكن أن تنطبق هذه البيانات على فيلق رواد الفضاء أيضًا، حتى إذا خضعوا لتقييم طبيا شاملا أكثر.
كانت الحالة الجراحية الأكثر انتشارا في برنامج الغواصات هي التهاب الزائدة الدودية.  كما تم الإبلاغ عن حالة وفاة بسبب التهاب الزائدة الدودية بين المشاركين في بعثات أنتاركتيكا.  كانت الحالات الخطيرة الأخرى التي تم الإبلاغ عنها في برنامج الغواصات هي البتر والكسور والاضطرابات. أكثر التشخيصات النفسية شيوعًا التي تم إجراؤها على الغواصات كانت الاكتئاب والقلق وهما شائعان بين الباحثين الذين يعانون شتاءً طويلًا في القطب الجنوبي. 

## الظروف الطبية بسبب الرحلات الفضائية طويلة المدى
يمكن التعرض للإشعاع ان يسبب أيضًا مشاكل طبية بسبب المشاكل التقنية التي ينطوي عليها حماية المركبات الفضائية، خصوصا بالنظر إلى طول الرحلات إلى المريخ. وبالنظر إلى أن هذه المهام يمكن أن تستمر عدة سنوات على مستوى التكنولوجيا المتاحة في عام 2014، فمن المرجح أن تحدث الحالات الطبية المرتبطة بالعمر بنفس معدل عامة السكان. وقد تم تقييم هذه الاحتمالات في قواعد البيانات الصحية لرواد الفضاء قبل وبعد الطيران.  
كانت المشكلة الأخرى التي تتعلق بالبعثات الطويلة الأمد هي تصميم أنظمة الرعاية الطبية داخل المركبة الفضائية بسبب المساحة المحدودة المتاحة. يجب أن تشمل أنظمة الرعاية الطبية للمركبات الفضائية التكنولوجيا اللازمة لشفاء التعرض للمواد الكيميائية والغازات السامة والحروق الكيميائية والكهربائية. قد يعاني رواد الفضاء أيضًا من الصدمات على متن المركبة وخلال الأنشطة خارج المركبة الفضائية خارج المركبة الفضائية.